# Доуссия
Доуссия — коммерческое название древесины дерева Afzelia bipindensis рода Афцелия подсемейства Цезальпиниевые семейства Бобовые. Доуссия произрастает повсеместно в тропической Западной и Восточной Африке.

## Другие названия
Дус(с)ия, Афцелия, Doussie, Afzelia (нем.); Afzelia (англ.).
Международный код: AFXX.

## Характеристика древесины
Зрелая древесина имеет красновато-коричневую или желтовато-коричневую окраску, нередко перемежающуюся более темными включениями. Она весьма декоративна, при обработке хорошо шлифуется и полируется. На свету темнеет, постепенно приобретая более выраженный красновато-коричневый оттенок. Древесина сравнительно плотная и твердая, устойчивая к внешним воздействиям.
Доуссия содержит значительное количество маслянистых веществ, что необходимо учитывать при выборе защитно-декоративного покрытия.
Твердость по Бринеллю: до 4,5.

## Применение
Благодаря своим свойствам и декоративности древесина применяется для изготовления напольных покрытий: паркета, массивной и паркетной доски, спортивных полов для велодромов.